# Junkyard
Junkyard – trzeci i zarazem ostatni studyjny album zespołu The Birthday Party, wydany w 1982 roku.
Nagrania z producentem Tonym Cohenem odbyły się w Armstrong's Audio Visual Studios w Melbourne w grudniu 1981 roku i w styczniu 1982 roku. Utwory nagrane z producentem Richardem Mazdą zostały zarejestrowane w londyńskim studiu Matrix Studios w marcu 1982 roku. Późniejsze wydania albumu (na płytach CD) zawierają dodatkowy utwór zatytułowany „Release the Bats“, wyprodukowany z Nickiem Launayem w londyńskim studiu Townhouse Studio w kwietniu 1981 roku.
Tracy Pew (basista zespołu) na początku 1982 roku został skazany na dwa i pół miesiąca pobytu w zakładzie karnym w Australii. W tym czasie w nagraniach zastępował go Barry Adamson.
Okładka albumu zaprojektowana przez rysownika Eda Rotha przedstawia postać Szczura Finka.

## Spis utworów
1. "Blast Off!"
2. "She’s Hit"
3. "Dead Joe"
4. "The Dim Locator"
5. "Hamlet (Pow Pow Pow)"
6. "Several Sins"
7. "Big Jesus Trash Can"
8. "Kiss Me Black"
9. "6" Gold Blade"
10. "Kewpie Doll"
11. "Junkyard"
12. "Dead Joe" (2. wersja)
13. "Release the Bats"

## Skład zespołu[3]
- Nick Cave – śpiew
- Rowland S. Howard – gitara
- Mick Harvey – organy, pianino, gitara basowa (utwór 10), gitara (utwór 1), perkusja (w utworach 2 i 4), saksofon (utwór 7)
- Tracy Pew – gitara basowa
- Barry Adamson – gitara basowa (w utworach 8 i 12)
- Phill Calvert – perkusja